# 第57届戛纳电影节

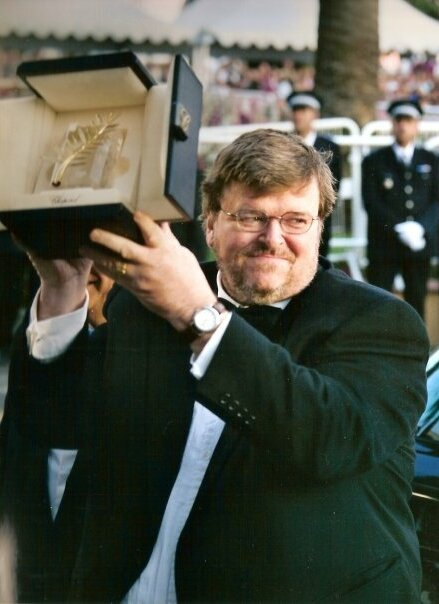
麥可·摩爾於第57屆坎城影展的照片

第57屆坎城影展於2004年5月12日至5月23日於法國坎城節慶宮舉行。本屆坎城影展評審團主席是美國導演昆汀·塔倫提諾，金棕櫚獎則由美國導演麥可·摩爾執導的《華氏911》獲得。

## 評審團成員
- 昆汀·塔倫提諾：導演。（評審團主席）
- 艾曼紐·琵雅：演員。
- 徐克：導演。
- 蒂達·史雲頓：演員。
- 凱瑟琳·透娜（英语：Kathleen Turner）：演員。
- 傑瑞·沙茲堡（英语：Jerry Schatzberg）：攝影、導演。
- 愛雲·丹蒂凱特（英语：Edwidge Danticat）：作家。
- 貝諾特·波維德（法语：Benoît Poelvoorde）：演員。
- 彼得·馮·巴格（芬蘭語：Peter von Bagh）：導演。

## 官方單元

### 正式競賽片
以下電影參與角逐金棕櫚獎：
| 中文片名                  | 原文片名                            | 導演                                    | 製作國                                                  |
| ------------------------- | ----------------------------------- | --------------------------------------- | ------------------------------------------------------- |
| 《彼得謝勒的生與死》      | The Life and Death of Peter Sellers | 史蒂芬·霍普金斯                         | 英国、 美国                                             |
| 《原罪犯》                | 올드보이                            | 朴贊郁                                  |                                                         |
| 《替天行盜》              | Die fetten Jahre sind vorbei        | 漢斯·維恩嘉特                           | 奥地利、 德国                                           |
| 《革命前夕的摩托車日記》  | Diarios de motocicleta              | 華特·薩勒斯                             | 阿根廷、 美国、 智利、 秘魯、 巴西、 英国、 德国、 法國 |
| 《華氏911》               | Fahrenheit 9/11                     | 麥可·摩爾                               | 美国                                                    |
| 《史瑞克2》               | Shrek 2                             | 安德鲁·亚当森 凱利·阿斯波利 康拉德·弗農 | 美国                                                    |
| 《2046》                  | 《2046》                            | 王家衛                                  | 香港、 中国                                             |
| 《熱帶幻夢》              | สัตว์ประหลาด                          | 阿比查邦·韋拉斯塔古                     | 泰國、 法國、 德国、 義大利                             |
| 《無人知曉的夏日清晨》    | 誰も知らない                        | 是枝裕和                                | 日本                                                    |
| 《攻殼機動隊2 INNOCENCE》 | イノセンス                          | 押井守                                  | 日本                                                    |
| 《北非行路遙》            | Exils                               | 東尼·葛里夫                             | 法國                                                    |
| 《女人是男人的未來》      | 여자는 남자의 미래다                | 洪常秀                                  |                                                         |
| 《錯得多美麗》            | Clean                               | 奧利佛·阿薩亞斯                         | 法國                                                    |
| 《快閃殺手》              | The Ladykillers                     | 喬爾·柯恩 伊森·柯恩                     | 美国                                                    |
| 《看看我，聽聽我》        | Comme une image                     | 艾格妮絲·夏薇依                         | 法國                                                    |
| 《神聖性女》              | La niña santa                       | 露柯希亞·馬泰                           | 阿根廷、 義大利、 西班牙、 荷蘭                         |
| 《愛無忌憚》              | Le conseguenze dell'amore           | 保羅·索倫提諾                           | 義大利                                                  |
| 《生命是個奇蹟》          | Život je čudo                       | 艾米爾·庫斯杜力卡                       | 塞爾維亞與蒙特內哥羅                                    |
| 《葡萄酒世界》            | Mondovino                           | 喬納森·諾西特                           | 美国                                                    |

## 獎項

### 正式競賽單元
- 金棕櫚獎：《華氏911》－ 麥可·摩爾
- 評審團大獎：《原罪犯》－ 朴贊郁
- 最佳導演獎：東尼·葛里夫 － 《北非行路遙（法语：Exils (film, 2004)）》
- 評審團獎：《熱帶幻夢》－ 阿比查邦·韋拉斯塔古
- 最佳男演員獎：柳樂優彌 － 《無人知曉的夏日清晨》
- 最佳女演員獎：張曼玉 － 《錯得多美麗》
- 最佳劇本獎：艾格妮絲·夏薇依 －《看看我，聽聽我（法语：Comme une image）》

### 獨立單位獎項
- 費比西獎
  - 正式競賽單元：《華氏911》 － 麥可·摩爾
  - 一種注目單元：《微笑威士忌（英语：Whisky (film)）》 － 璜·巴布羅·瑞貝拉（英语：Juan Pablo Rebella）、巴布羅·斯托（英语：Pablo Stoll）
  - 國際影評人週：《Thirst》 － Tawfik Abu Wael

## 外部連結
- 2004 Cannes Film Festival （页面存档备份，存于）
- Cannes Film Festival:2004 （页面存档备份，存于） at Internet Movie Database